# Stilbopinae
Stilbopinae sind eine kleine Unterfamilie der Schlupfwespen, die nur aus drei Gattungen mit 30 Arten besteht. Sie kommt vor allem in gemäßigten Regionen der Welt vor, in der Holarktis und in Südchile. In Deutschland kommen 6 Arten vor.

## Morphologie
Die Stilbopinae sind relativ kleine Schlupfwespen mit einer Länge des Vorderflügels von circa 4 bis 5 mm. Sie sind meist dunkel gefärbt mit glänzender Kutikula und mit kurzer silbriger Behaarung, die Beine sind großteils hell. Die Abdomina sind meist dunkel, manchmal gelblich. Die Mandibeln sind zweizähnig. Die Antennen sind nicht besonders lang, das apikale Segment ist (bei Stilbops) länger als die vorherigen. Die Areola im Vorderflügel ist vier- oder fünfeckig. Das Hypopygium ist groß.

## Lebensweise
Die Stilbopinae sind Endoparasitoide bei verschiedenen Nachtfaltern, zum Beispiel Langhornmotten, Yuccamotten und Miniersackmotten.
Bei Stilbops wird das Ei wird in das Wirtsei gelegt und entwickelt sich darin, wobei der Wirt weiter lebt. Die Wespe schlüpft aus den Verpuppungskokons der Schmetterlinge im nächsten Frühjahr.
Eine besonders häufige Art in Mitteleuropa ist Stilbops vetulus, die im Mai in Laubwäldern anzutreffen ist. Sie sucht auf Stängeln (von Heidelbeere oder Faulbaum) mit den Fühlern die Stängel nach den Wirtseiern ab. Dann biegt sie das Abdomen zwischen den Beinen nach vorn und legt das Ei in das Ei des Wirtes, Adela reaumurella.
Stibops ruficornis ist im Juli und August auf Blütenständen der Acker-Witwenblume zu beobachten, wo sie mit ihrem langen Legebohrer Eier der Langhornmotte Nemophora scabiosella, die sich zwischen den Blüten befinden, anstechen. Nach Zerfall des Blütenstandes leben die jungen Larven des Wirts einzeln am Boden in den Früchten, die sie als Sack mit sich herumtragen. Die Wirtslarven vergrößern ihren Raupensack mit trockenen Blattstücken, überwintern darin und fressen im Frühjahr weiter. Wirt und Parasit haben nur eine Generation.
Panteles parasitiert an Lampronia fuscatella, einer Yuccamotte, die Gallen bildet. Die Wespe legt ihr Ei in die Wirtslarve, indem sie die harte Gallwand durchbohrt.
Über die Biologie von Notostilbops ist noch nichts bekannt.

## Systematik
Die Gattung Stilbops wurde ursprünglich in die Tryphoninae, dann mit Panteles und Notostilbops in die Banchinae gestellt. Ob die drei Gattungen wirklich monophyletisch sind, ist nicht sicher, sie könnten auch mit den Tryphoninae näher verwandt sein. Stilbopinae scheinen mit den „höheren Ophioniformes“ verwandt zu sein.
Nach Bennett et al. sollte jedoch Notostilbops zur Tribus Atrophini der Unterfamilie Banchinae gestellt werden.
Gattungen/Arten:
- Notostilbops nur eine Art: N. fulvipes, südliches Chile
- Panteles: zwei Arten
  - P. schuetzeanus: Deutschland, Nordeuropa
  - P. areolaris: Russland (Kurilen)
- Stilbops: 27 Arten, vor allem Palaearktis
  - Untergattung S. Neostilbops, nur eine Art, Orientalis
  - Untergattung Stilbops, Paläarktis, je eine Art in der Nearktis und nördlichen Neotropis, zwei Arten in der nördlichen Orientalis[2] (im Folgenden die Arten, die in Mitteleuropa vorkommen, nach Taxapad[9])
    - S. asper D, CH
    - S. chrysostomus D
    - S. limneeriaeformis D
    - S. pallipes A
    - S. plementaschi D, A
    - S. robustus A
    - S. ruficornis D, A, CH (= S. abdominalis, = S. longiceps[10])
    - S. vetulus D, A